# 葉酸缺乏症
葉酸缺乏症（英語：Folate deficiency）是膳食中缺乏叶酸所致的疾病。葉酸缺乏贫血症是此症状的医学名词。

## 腦葉酸缺乏症
腦葉酸缺乏症(Cerebral Folate Deficiency)是一種近年發現的罕有腦疾，患者的大腦缺乏葉酸，令腦神經出現病變。成年患者的新陳代謝會受影響，容易中風；若婦女懷孕缺乏葉酸，亦會導致嬰兒神經發育不正常，令小孩智力發展出現障礙，可變成弱智，手腳常抽筋，夭折率亦會相應提高。

### 病因
先天腦葉酸缺乏症的患者，會出現自身抗體(autoantibodies)，阻礙葉酸進入腦部，令腦脊液中的5-甲基四氫葉酸(5-methyltetrahydrofolate)水平不足，患病嬰兒一般在四個月大後，病情才會顯著，他們會表現得不安、反應過敏、有睡眠困難，漸漸變得行動緩慢、有小腦共濟失調（cerebellar ataxia）、下身痙攣麻痺、有運動障礙，有研究
指三分一人可出現顛癇症；亦有不少病童到了四至六個月時，頭部發育會減慢。約三歲時，開始有視力障礙；約六歲時會失去聽覺。

### 治療
初期患者會按照每一公斤體重，每日服用0.5至1毫克的5-甲基四氫葉酸，但一些嚴重病人會每服量則可達2至3毫克，以此保持正常的腦葉酸水平。德國有研究
認為六歲前接受治療，臨床效果會較理想，若超過此一歲數，診治效果一般較差。